# Cardiocondyla nigra
Cardiocondyla nigra é uma espécie de formiga do gênero Cardiocondyla, pertencente à subfamília Myrmicinae.